# Preußische T 11
Die Fahrzeuge der Gattung T 11 der Preußischen Staatseisenbahnen waren für den Einsatz auf der Berliner Stadtbahn vorgesehene Personenzug-Tenderlokomotiven mit Nassdampftriebwerk.

## Geschichte
Zwischen 1903 und 1910 sind 470 Maschinen der Baureihe beschafft worden. Die T 11 wurde zusammen mit der ähnlichen Heißdampflokomotive T 12 aus der T 9.3 entwickelt, um ältere nur zweifach-gekuppelte Tenderlokomotiven abzulösen. Der Bau der T 11 wurde nach 1910 zugunsten der aufgrund des Heißdampftriebwerkes wirtschaftlicheren T 12 eingestellt.
Nach dem Ersten Weltkrieg gelangten 22 Maschinen nach Belgien zur l’État Belge, 25 Exemplare nach Frankreich, davon 23 zur PLM. Mindestens 52 Lokomotiven blieben im nunmehrigen Polen und kamen zu den PKP, denen noch vier weitere für die Freie Stadt Danzig hinzugerechnet werden müssen.
Ab 1923 wurden 16 Maschinen der Baureihe auf Heißdampfbetrieb umgebaut und mit einem Überhitzer ausgerüstet. Sie behielten jedoch ihre Betriebsnummern.
Die Reichsbahn übernahm 1925 noch 358 Lokomotiven als Baureihe 740–3 und den Nummern 74 001–364.
Eingesetzt wurden die Lokomotiven zusammen mit der T 12 bis zur Elektrifizierung 1926–1933 besonders auf der Berliner Stadtbahn, dabei trugen sie die Richtungsschilder an Rauchkammer und Kohlenkasten. Mit der zunehmenden Elektrifizierung wurden sie für untergeordnete Aufgaben wie Rangierdienste verwendet, in andere Direktionen abgegeben oder ausgemustert. Aber auch im Vorortverkehr anderer Städte wie Frankfurt am Main und Hamburg und Altona wurden sie eingesetzt.
Zu Beginn des Zweiten Weltkrieges übernahm die Reichsbahn 25 Maschinen von den PKP, die sie bis dahin als OKi1 geführt hatte.
Gegen Ende des Zweiten Weltkrieges waren noch 120 Exemplare dieser Maschinen vorhanden, 65 bei der Deutschen Bundesbahn und 55 bei der Deutschen Reichsbahn. Die Deutsche Bundesbahn musterte die letzten Lokomotiven 1951 aus. Die meisten T 11 waren auch bei der Deutschen Reichsbahn bis 1960 ausgemustert; 1964 waren noch zehn Lokomotiven betriebsfähig, die aber bis 1967 ausgemustert waren. Bei der Industriebahn Erfurt liefen jedoch zwei Exemplare (74 231 und 74 240) bis 1974.
Die polnischen PKP erhielten nach dem Zweiten Weltkrieg wieder 25 Lokomotiven zurück, deren letzte 1966 ausgemustert wurde. 

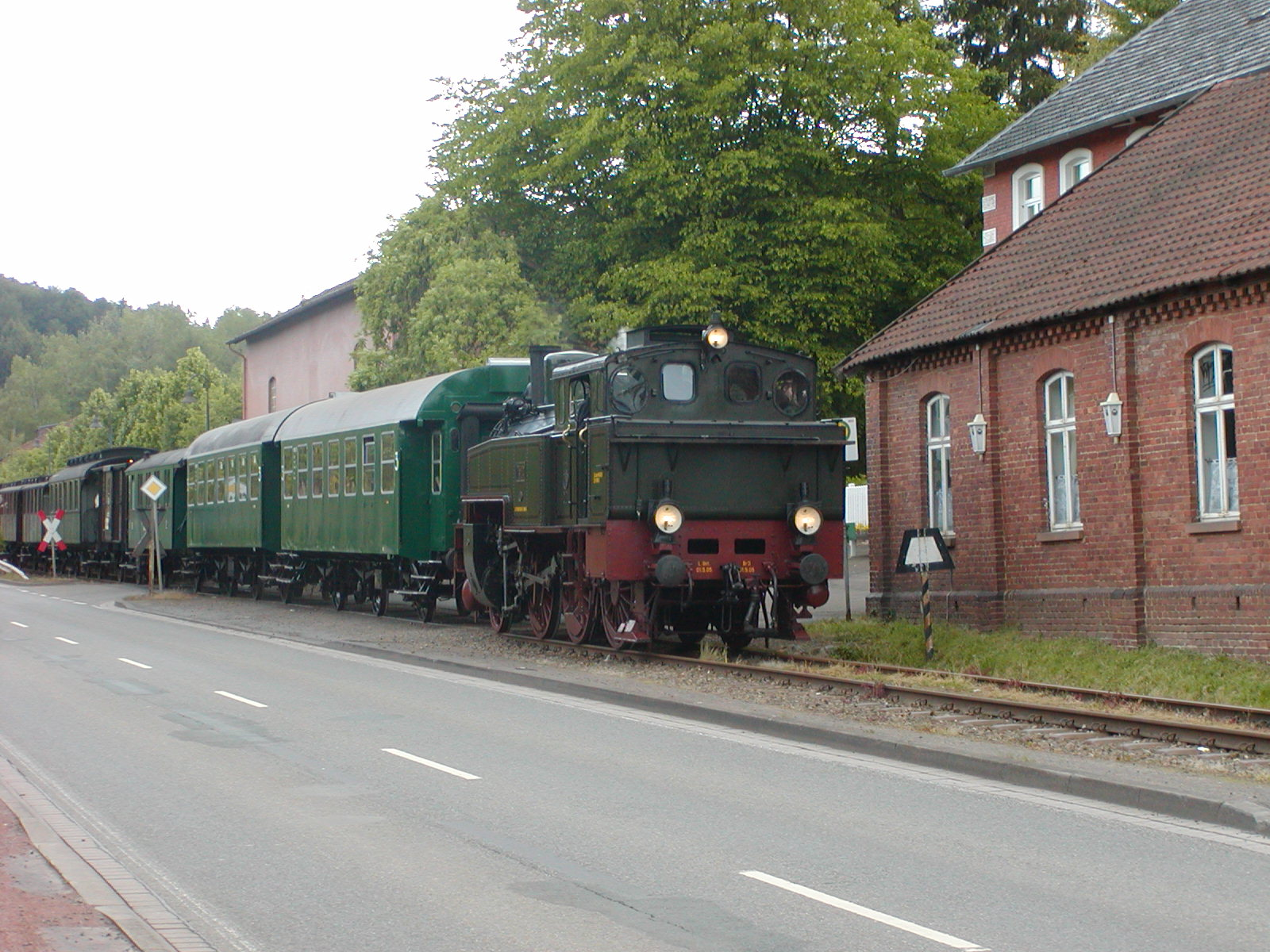
T 11 der Museumseisenbahn Minden bei Fahrt Tender voraus, 2009

Zwei Lokomotiven sind erhalten, die 74 104 und die 74 231. Erstere ist nach dem Zweiten Weltkrieg in Polen verblieben. Die Lok 74 231, vormals Hannover 7512, ist 1998/99 für die Museums-Eisenbahn Minden (MEM) im Dampflokwerk Meiningen aufgearbeitet worden und stand seit 2000 wieder in Betrieb. Seit März 2011 steht sie abgestellt wegen eines Kesselschadens in Minden.

## Konstruktive Merkmale und Leistungsvermögen
Die T 11 wurde mit einem genieteten und zugleich als dritter Wasserkasten ausgebildeten Blechrahmen ausgeführt.
Alle vier Achsen der Lokomotiven – auch die Laufachse – sind mit etwa 16 t gleich stark belastet. Die Laufachse verband mit der ersten Kuppelachse zu einem Krauss-Helmholtz-Lenkgestell, die zweite und dritte Kuppelachse wurden fest im Rahmen gelagert.
Der aus zwei Schüssen bestehende Langkessel und die Rauchkammer wurden als Nietkonstruktion gefertigt. Die Feuerbüchse im Stehkessel wurde aus Kupfer hergestellt. Als Speisepumpen montierte man zwei saugende Dampfstrahlpumpen.
Das Zweizylinder-Nassdampf-Triebwerk (mit außenliegender Heusinger-Steuerung) ordnete man nicht unterhalb des Schornsteins, sondern weit zurückliegend zwischen Laufradsatz und erster Kuppelachse an. Diese Platzierung machte die auffallend langen Ein- und Ausströmrohre der Dampfmaschine erforderlich. Als Treibradsatz dient der zweite Kuppelradsatz.
Die Exemplare der ersten Lieferung verfügten über Kolbenschieber, diejenigen späterer Lieferungen über Flachschieber. Die letzten Lokomotiven erhielten Schieber mit einem größeren  Durchmesser.
Die Luftpumpe für die Bremse wurde auf der rechten Lokseite neben der Rauchkammer auf dem Umlauf angebracht; die beiden Hauptluftbehälter montierte man an den beiden Lokomotivenden unterhalb des Rahmens.
Die Hängeeisen der Heusinger-Steuerung wurden durch Kuhnsche Schleifen ersetzt.
Die Baureihe T 11 konnte in der Ebene eine Wagenzugmasse von 165 t mit 75 km/h und eine solche von 470 t mit 60 km/h ziehen. Auf einer Steigung von sechs Promille konnten 270 t noch mit 45 km/h befördert werden.

## T 11 der Lübeck-Büchener Eisenbahn

T 11 Nr. 123 Stier der LBE

Auch die Lübeck-Büchener Eisenbahn (LBE) stellte neun zwischen 1905 und 1908 gebaute T 11 in ihren Dienst.
Die 1938 von der Deutschen Reichsbahn übernommenen vier Fahrzeuge mit den Nummern 74 361 bis 74 364 waren aber nicht die preußischen T 11, die schon vor der Übernahme ausgemustert bzw. verkauft worden waren, sondern Eigenkonstruktionen der LBE, die eher der Preußischen T 9.3 entsprachen, und 1911/1912 von Linke-Hofmann in einer Serie von fünf Exemplaren gebaut worden war. Das Triebwerk entsprach bis auf die kleineren Kuppelräder mit 1.400 mm Durchmesser der T 11, während der Kessel geringer dimensioniert war. Die letzte dieser Loks wurde erst 1951 ausgemustert.